# Cornelius Augustine McGlennon

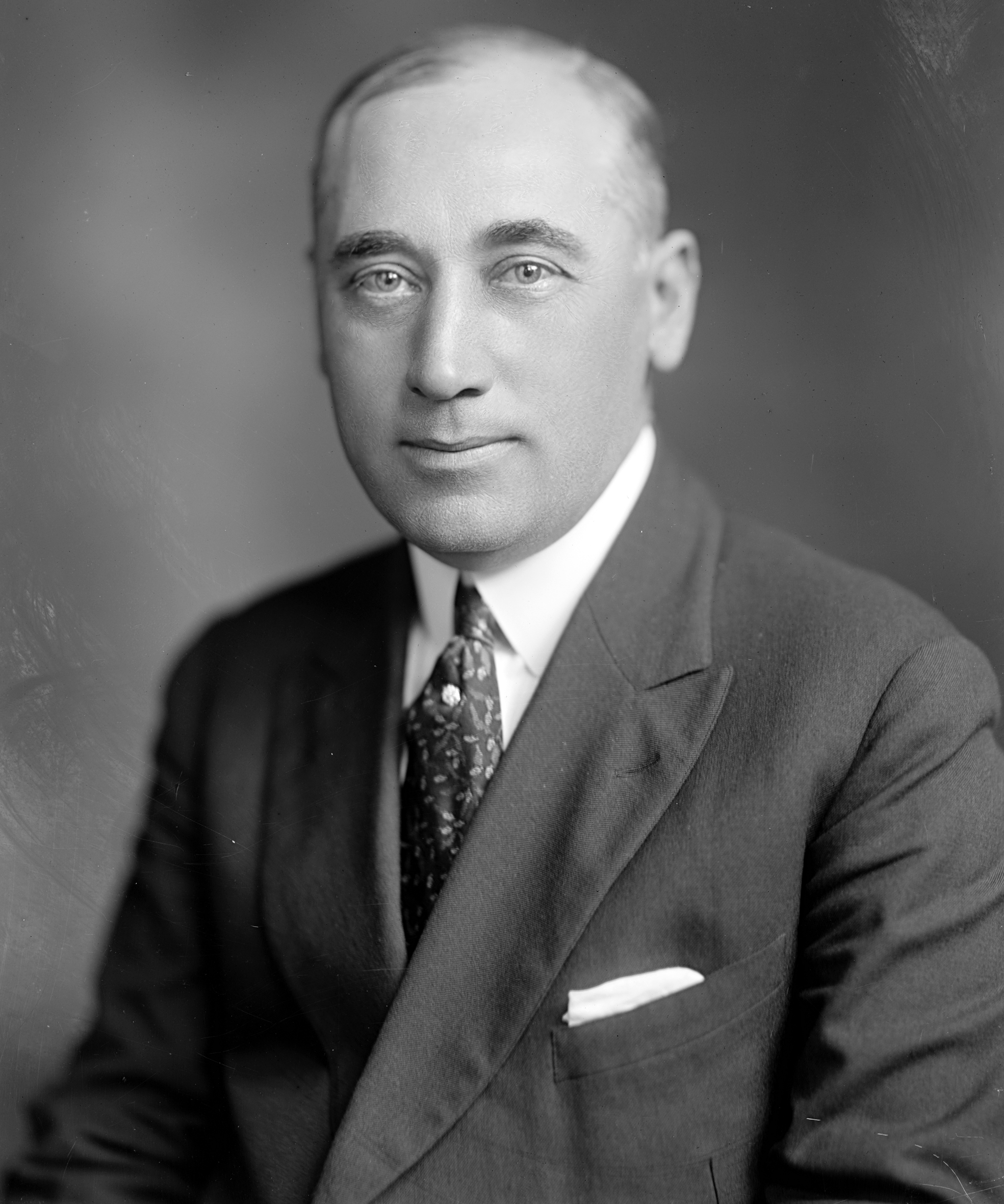
Cornelius Augustine McGlennon

Cornelius Augustine McGlennon (* 10. Dezember 1878 in East Newark, New Jersey; † 13. Juni 1931 in Newark, New Jersey) war ein US-amerikanischer Politiker. Zwischen 1919 und 1921 vertrat er den Bundesstaat New Jersey im US-Repräsentantenhaus.

## Werdegang
Cornelius McGlennon besuchte die Holy Cross School in Harrison und die St. Francis Xavier’s High School in New York City. Danach studierte er bis 1899 am Seton Hall College in South Orange. Zwischen 1901 und 1926 war McGlennon neben seinen anderen Arbeitsfeldern auch als Schuldirektor tätig. Nach einem Jurastudium an der New Jersey Law School in Newark und seiner 1916 erfolgten Zulassung als Rechtsanwalt begann er in East Newark in diesem Beruf zu arbeiten. Gleichzeitig schlug er als Mitglied der Demokratischen Partei eine politische Laufbahn ein. In den Jahren 1917 und 1918 gehörte McGlennon dem Senat von New Jersey an, wo er 1918 die demokratische Fraktion leitete. Außerdem amtierte er zwischen 1907 und 1919 als Bürgermeister von East Newark.
Bei den Kongresswahlen des Jahres 1918 wurde McGlennon im achten Wahlbezirk von New Jersey in das US-Repräsentantenhaus in Washington, D.C. gewählt, wo er am 4. März 1919 die Nachfolge von Edward W. Gray antrat. Da er im Jahr 1920 nicht bestätigt wurde, konnte er bis zum 3. März 1921 nur eine Legislaturperiode im Kongress absolvieren. Während dieser Zeit wurden der 18. und der 19. Verfassungszusatz ratifiziert.
Nach dem Ende seiner Zeit im US-Repräsentantenhaus praktizierte McGlennon zunächst wieder als Anwalt. Von 1924 bis zu seinem Tod war er Berufungsrichter. Außerdem war er zwischen 1926 und 1931 Schulrat in Harrison. Im Jahr 1920 nahm er als Delegierter an der Democratic National Convention in San Francisco teil, auf der James M. Cox als Präsidentschaftskandidat nominiert wurde. Cornelius McGlennon starb am 13. Juni 1931 in Newark und wurde in East Orange beigesetzt.